# Flemming Sørensen (skuespiller)
 Der er flere personer med dette navn, se Flemming Sørensen.
Flemming Sørensen Norholt (født 21. april 1951 i Aarhus) er en dansk skuespiller.
Han er uddannet fra Skuespillerskolen ved Aarhus Teater i 1972. Han er gift med skuespillerinden Kirsten Norholt.

## Filmografi
- Midt om natten (1984)
- Manden der ville være skyldig (1990)
- Sankt Bernhard Syndikatet (2018)

### Tv-serier
- Antonsen (1984)
- Bryggeren (1996-1997)
- Pyrus i alletiders eventyr (2000)
- Livvagterne (2009)
- Borgen (2011-2012)